# Przemysł owocowo-warzywny

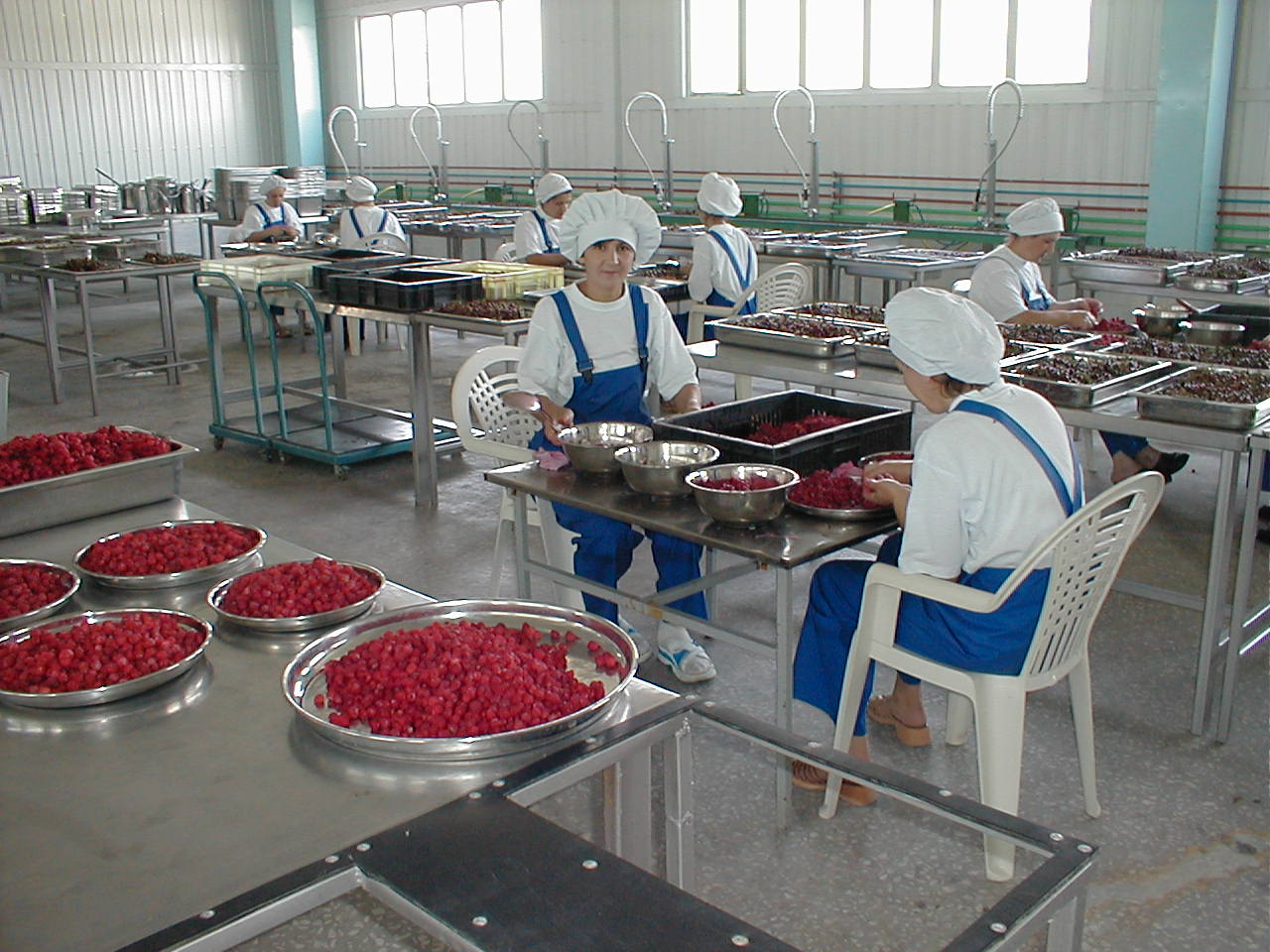
Przetwórnia owoców w Armenii

Przemysł owocowo-warzywny obejmuje pierwotny i pogłębiony przerób owoców i warzyw na następujące przetwory:
- mrożonki owocowo-warzywne
- zagęszczone soki owocowe i warzywne
- soki i napoje owocowe i warzywne
- wyroby skrzepłe (dżemy, powidła, marmolady i konfitury)
- marynaty owocowe i warzywne, kompoty, konserwy warzywne i warzywno-mięsne
- susze
- wina owocowe i miody pitne

## Przemysł owocowo-warzywny w Polsce
W Polsce przemysł ten przetwarza około 60% zbiorów owoców oraz 10–15% zbiorów warzyw. Zaopatrzenie surowcowe najczęściej odbywa się poprzez kontraktację, a niekiedy w drodze zakupów na giełdach, targowiskach i od pośredników. Obecnie jest to jedna z głównych branż przemysłu spożywczego.
W Polsce w przetwórstwie owocowo-warzywnym funkcjonują 1363 przedsiębiorstwa, z czego na skalę przemysłową – 270 firm. Ponad 90% firm zatrudnia do 50 osób stałej załogi. Przemysł owocowo-warzywny jest oparty na krajowej bazie surowcowej. Do 40% produkcji znajduje nabywców na rynkach zagranicznych. Polska eksportuje około 500 tys. t tych przetworów, a łącznie ze świeżymi owocami i warzywami – około 881 tys. t, co stanowi 25% całego eksportu rolno-spożywczego.